# Vasilis Diamantopoulos
Vasilis Diamantopoulos (en griego: Βασίλης Διαμαντόπουλος; 15 de noviembre de 1920–5 de mayo de 1999) fue un actor griego. Fue uno de los fundadores del Teatro Moderno y fue el primer actor en aparecer en vivo en la televisión griega en la obra de un solo acto "Él y sus pantalones" de Iakovos Kambanelis en 1966. Su papel más característico fue el del austero profesor en la película Law 4000 de Giannis Dalianidis y posteriormente en cortos como Ekmek Ice Cream en la TV privada.

## Biografía
Nació en El Pireo y estudió en Athens Law y en las escuelas dramáticas del Teatro Nacional, así como en la Escuela de Arte Coon. Trabajó junto a Maria Alkeou en 1956 en el New Theatre y en 1993 en el Different Theatre. Regresó a Grecia desde París en 1970 y participó en varias compañías diferentes, también participó en el Teatro Público del Norte de Grecia. También participó en numerosas producciones de cine y televisión, en sentido contrario participó en las Escuelas Dramáticas del Teatro Nacional y en la Escuela de Arte. Sus últimos años fue miembro de una fábrica de arte para jóvenes actores. Murió en Atenas en 1999 de un ataque al corazón en la Clínica General de Atenas debido a la fractura de cabeza en el fémur izquierdo que se desencadenó por la caída. Está enterrado en el primer cementerio de Atenas.

## Vida personal
Estuvo casado dos veces, en primer lugar con la actriz Tonia Karali con la que tuvo una hija y en segundo lugar con la actriz Marina Georgiou con la que tuvo un hijo.

## Filmografía

### Películas
| Año     | Título                                  | Transliteración y traducció                         | Rol                         | Notes |
| ------- | --------------------------------------- | --------------------------------------------------- | --------------------------- | ----- |
| Unknown | The Little Car                          | Το αμαξάκι To amaxaki                               |                             |       |
| 1948    | Marinos Kontaras                        | Μαρίνος Κοντάρας                                    | Grigoris Fousekis           |       |
| 1949    | The Last Mission                        | Τελευταία αποστολή                                  | Colonel Miltiadis Marelis   |       |
| 1954    | Nychterini Peripeteia                   | Νυχτερινή Περιπέτεια Nighttime Adventures           | Diamantis Nikolaou          |       |
| 1956    | I arpagi tis Persefonis                 | Η αρπαγή της Περσεφόνης                             | Dias                        |       |
| 1956    | Ekklisiazousai                          |                                                     |                             |       |
| 1957    | To amaxaki                              |                                                     |                             |       |
| 1957    | Tis nihtas ta kamomata                  | Της νύχτας τα καμώματα                              | Stelios                     |       |
| 1959    | Erotikes istories                       |                                                     | Vasilis                     |       |
| 1959    | Na petheros, na malama!                 | Να πεθερός, να μάλαμα                               | Andreas Delis               |       |
| 1961    | O thanatos tha xanarthi                 |                                                     | Inspector Fox               |       |
| 1962    | Law 4000                                | Νόμος 4000 Nomos 4000                               | Andreas Ikonomou            |       |
| 1962    | The Journey                             | Το ταξίδι To taxidi                                 | Lazy Manolis                |       |
| 1962    | Psila ta heria Hitler                   |                                                     | Anestis                     |       |
| 1963    | Afosiosi                                |                                                     |                             |       |
| 1964    | Mia 'vdomada ston paradeiso             |                                                     | Aristos                     |       |
| 1966    | A Bullet Through the Heart              |                                                     | Rizzardi                    |       |
| 1967    | The Road to Corinth                     |                                                     |                             |       |
| 1970    | The Confession                          |                                                     |                             |       |
| 1971    | L'amour c'est gai, l'amour c'est triste |                                                     |                             |       |
| 1976    | Agnostos stratiotis                     |                                                     |                             |       |
| 1977    | O toihos i Pos piastike o Ramon Novaro  |                                                     |                             |       |
| 1978    | I tembelides tis eforis kiladas         | Οι τεμπέληδες της εύφορης κοιλάδας                  | father                      |       |
| 1979    | Jack the Knight                         | Τζακ ο καβαλλάρης Jack o kavallaris                 |                             |       |
| 1979    | To hamogelo tis Pythias                 |                                                     |                             |       |
| 1980    | O gyrologos                             |                                                     |                             |       |
| 1980    | Eleftherios Venizelos 1910-1927         | Ελευθέριος Βενιζέλος 1910-1927                      | Apostolos                   |       |
| 1981    | Mathe pedi mou gramata                  | Μάθε παιδί μου γράμματα                             | Perilkos Papachristoforos   |       |
| 1981    | O teleftaios... antras!                 |                                                     |                             |       |
| 1982    | The Red train                           | Το κόκκινο τρένο To kokino treno                    | conductor                   |       |
| 1982    | O teleftaios dialogos                   |                                                     |                             |       |
| 1983    | Horis martyres                          |                                                     | Lieutenant Loukas Haridimos |       |
| 1984    | Akropolis Now                           |                                                     | Camilles Vater              |       |
| 1987    | Ta paidia tis Chelidonas                | Τα παιδιά της Χελιδόνας                             | Spyros                      |       |
| 1991    | Isimeria                                |                                                     | Teacher                     |       |
| 1996    | Cavafy                                  | Καβάφης                                             | Constantine Cavafy          |       |
| 1996    | Business in the Balkans                 | Μπίζνες στα Βαλκάνια Biznes (Business) sta Valkania | a customer at a bar         |       |
| 1997    | The Overcoat                            | The overcoat                                        |                             | Short |

### Televisión
| Año            | Título                  | Transliteración y traducción                | Canal                           |
| -------------- | ----------------------- | ------------------------------------------- | ------------------------------- |
| 1973-1974      | Infamous War (1971–74)  | Άγνωστος Πόλεμος Agnostos Polemos           | YENED                           |
| 1972-1974 1989 | Himself and Himself     | Εκείνος κι εκείνος Ekinos ki ekinos         | EIRT ET2 ad his next appearance |
| 1979           | O symvolaiografos       | Ο συμβολαιογράφος                           | ERT                             |
| 1984           | Hadjimanouil            | Χατζημανουήλ                                |                                 |
| 1986           | Here Tasso Karatasso    | ERTΧαίρε Τάσο Καρατάσο Hail Tasso Karatasso | ERT                             |
| 1991           | Ekmek Ice Cream         | Εκμέκ παγωτό Ekmek pagoto                   | Mega                            |
| 1994           | To gelion tou pragmatos | Το γελοίον του πράγματος                    | ANT1                            |
| 1997           | I agapi argise mia mera | Η αγάπη άργησε μια μέρα                     | ERT                             |